# Ragoût de poisson-chat
Le ragoût de poisson-chat (catfish stew) est un plat que couramment retrouvé dans le Sud des États-Unis, en particulier en Caroline du Sud, mais aussi dans certains pays comme la Croatie et le Nigeria. Il se compose généralement de filets de poisson-chat (prélevés sur les flancs du poisson car la chair du ventre est considérée comme de mauvaise qualité) qui sont fortement bouillis de manière qu'ils se désagrègent, et qui sont ensuite combinés avec des tomates écrasées, des pommes de terre, et des oignons. Parfois, les tomates peuvent être omises pour le « ragoût de poisson-chat blanc » et du lait peut être ajouté pour ce style, bien que cette variété soit plutôt rare. De la sauce piquante ou de la sauce Tabasco sont également souvent ajoutées.